# 고유민
고유민(1995년 2월 9일 ~ 2020년 7월 31일)은 대한민국의 배구선수였다.

## 생애
초등학교 6학년 때부터 배구를 시작했고, 2013년 CBS배 전국남녀 중고배구대회 여고부(대구여고)에서 우승을 차지했다. 신인 드레프트를 통해 1라운드 4순위로 현대건설에 입단하여, 수원 현대건설 소속으로 포지션은 수비형 레프트했다.

2020년 3월에 한국배구연맹(KOVO) 임의탈퇴를 했으며 2020년 7월 31일 경기도 광주시 자택에서 자살로 생을 마감했다. 고유민의 유언장에는 "실수하고 나오면 째려보는 스태프, 무시하는 스태프가 있어 위축될 수 밖에 없었다"와 "주전 연습을 할 때도 코칭 스태프가 거의 다했지 난 밖에 서있을 때마다 자신이 너무 한심한 사람 같았다"는 내용이 담겨져 있으며 모친과 선배의 말에 따르면 "고유민이 팀에서 무시를 당했고 자기가 시합을 못하고 오면 대놓고 숙소, 연습실에서 무시를 당하는 것이 너무 창피하고 싫다"고 말했다고 하며 "완전히 투명인간 취급을 받았다"고 한다. 또 유언장에는 "댓글 테러와 메세지가 모두 한꺼번에 날라와서 멘탈이 정상이 아니다"라며 "악플을 좀 삼가해달라"라고 적혀있다.

## 같이 보기
- 공윤희 - 배구선수 동기
- 김인혁 - 남자 배구선수